# Arthur Onslow (Politiker)

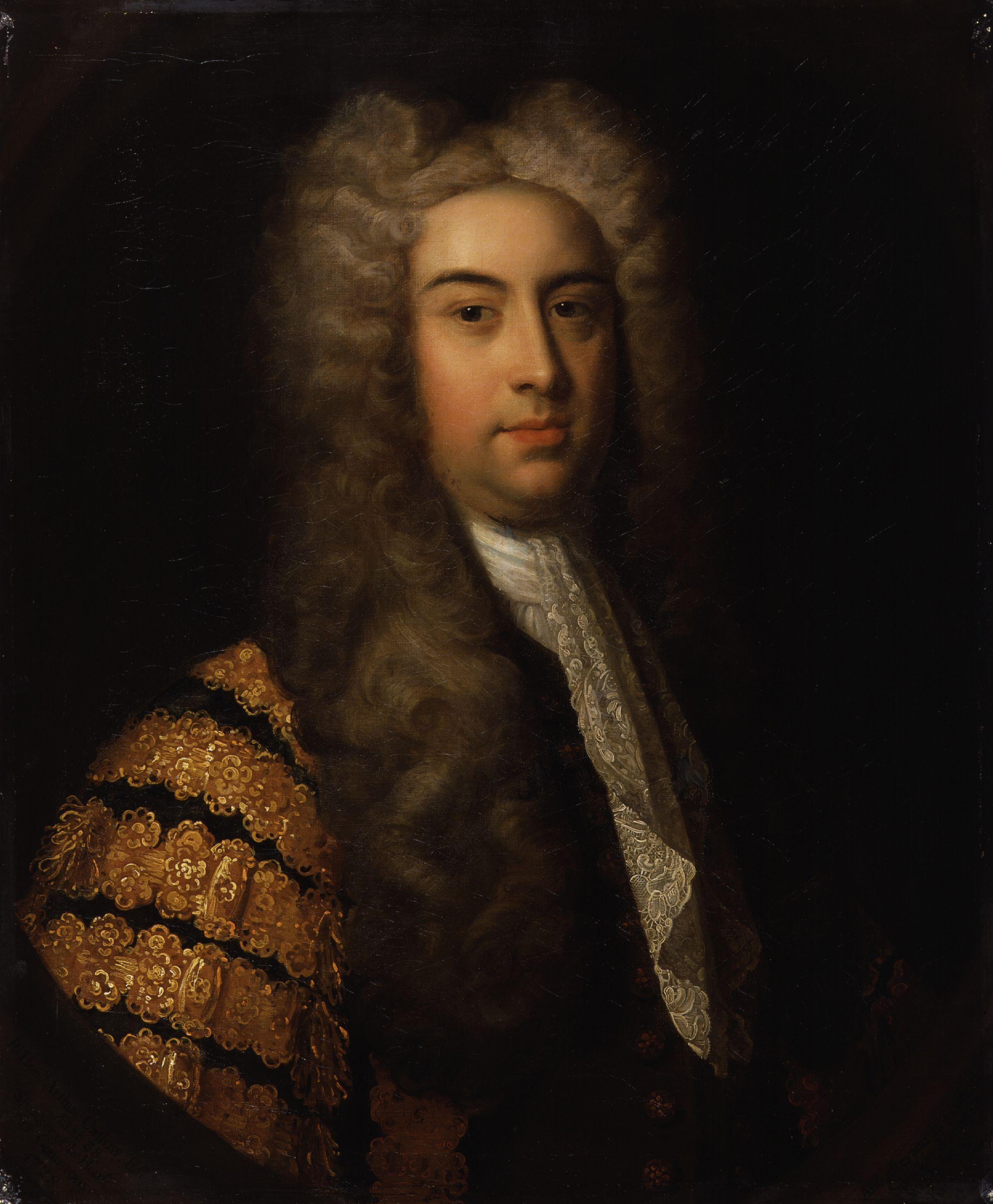
Arthur Onslow 1728

Arthur Onslow (* 1. Oktober 1691 in Kensington; † 17. Februar 1768 in London) war ein britischer Politiker.

## Leben
Onslow war der älteste Sohn des Abgeordneten Foot Onslow († 1710) aus dessen Ehe mit Susannah Anlaby. Er besuchte die Royal Grammar School in Guildford und das Winchester College. Er studierte ab 1708 am Wadham College der Universität Oxford und wurde 1713 am Middle Temple als Barrister zugelassen, obwohl er wenig Rechtspraxis hatte.

## Öffentliche Ämter
Nach der Thronbesteigung von Georg I. wurde Onslows Onkel Sir Richard Onslow, 2. Baronet zum Schatzkanzler ernannt. Arthur wurde dessen Privatsekretär. Als sein Onkel 1715 das Amt aufgab, wurde er Receiver-General of the Post Office. 1719 wurde er Recorder von Guildford. Nach seiner Wahl zum Abgeordneten für Guildford gab er seine Position im Post Office, da sie mit dem Parlamentssitz nicht vereinbar war, an seinen jüngeren Bruder Richard weiter.

## Ehe und Familie
Am 8. Oktober 1720 heiratete Onslow Anne Bridges (1703–1763), Tochter von John Bridges, Gutsherr von Thames Ditton, Surrey. Nach dem sein Schwiegervater Mitte der 1720er Jahre starb, erbte das Paar dessen Ländereien mit dem Anwesen Imber Court in Thames Ditton, das er zu seinem Wohnsitz machte. Durch diese Erbschaft verbesserte sich die finanzielle Situation Onslows erheblich. Er und seine Frau Anne hatten zwei Kinder:
- George Onslow, 1. Earl of Onslow (1731–1814);
- Anne Onslow († 20. Dezember 1751).

## Politik
Im Februar 1720 wurde Onslow bei einer Nachwahl als Whig-Kandidat im Borough Guildford in das House of Commons gewählt. Er blieb bis 1727 Abgeordneter für diesen Wahlkreis.
Bei der Unterhauswahl 1727 wurde er sowohl für das Borough Guildford, als auch für das County Surrey zum Abgeordneten gewählt, woraufhin er sich für das Mandat für Surrey entschied. Bei der danach erforderlichen Nachwahl in Guildford wurde sein jüngerer Bruder Richard Onslow gewählt.
Am 23. Januar 1728 wurde er einstimmig zum Speaker of the House of Commons gewählt. Dieses Amt hatten bereits sein Onkel Sir Richard Onslow, 2. Baronet, und sein Vorfahr Richard Onslow inne. Er wurde bei den Wahlen 1735, 1741, 1747 und 1754 jeweils einstimmig als Speaker bestätigt und war mit seinen 33 Jahren der Speaker mit der bisher längsten Amtszeit. Am 25. Juli 1728 wurde er als Mitglied des Privy Council vereidigt und im selben Jahr zum Bencher des Middle Temple ernannt. Am 13. Mai 1729 wurde er zum Chancellor und Keeper of the Great Seal to Queen Caroline, die 1731 Patin seines Sohnes George wurde.
Im Oktober 1731 geriet die Cotton Library in Brand und durch Onslows Eingreifen wurden die viele Bücher durch das Fenster in den Hof geworfen. Hierdurch konnten viele wertvolle Bücher und Manuskripte gerettet werden.
Onslows Amtszeit als Speaker zeichnete sich durch große Integrität in einer korrupten und arbeitsintensiven Zeit aus. Die große Leistung war, dass er Unabhängigkeit, Autorität und Unparteilichkeit wahrte. Er bestand darauf, parlamentarische Formen und Verfahren gewahrt wurden, da er sie als Schutz für unabhängige Abgeordnete sah.
Am 20. April 1734 übernahm Onslow das Amt Treasurer of the Navy. 1742 trat er von dem Amt zurück, da ihm politische Einflussnahme vorgeworfen wurde. 1737 wurde er Recorder of Guildford und High steward of Kingston upon Thames in 1737 ernannt. In den 1730er Jahren war er an der Entwicklung der Charter für das Foundling Hospital beteiligt und war dessen erster Verwalter. 1753 war er maßgeblich daran beteiligt, dass Parlament vom am Kauf der Sammlung von Hans Sloane und der Harleian Library zu überzeugen, die gemeinsam mit der Cotton Library den Grundstock für das British Museum bildeten.
Aus gesundheitlichen Gründen zog er sich 1761 aus dem Parlament zurück. Der König gewährte ihm und seinem Sohn ein Pension von £3000. Er war somit der erste pensionierte Speaker in der britischen Geschichte.

## Ehrungen

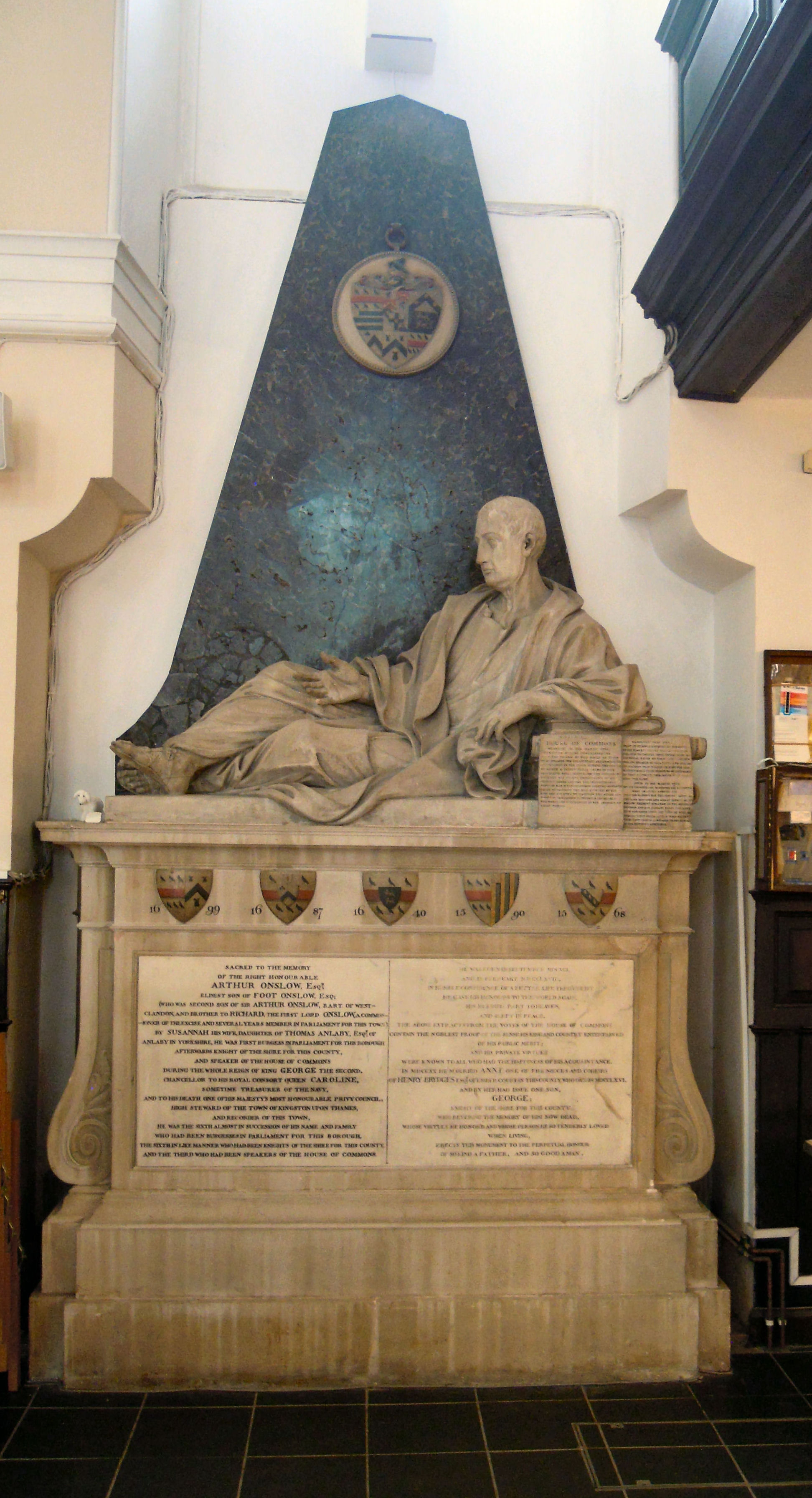
Onslows Grabmal in der Holy Trinity Church in Guildford

- Onslow erhielt die Freedom of the City of London.
- Er wurde zum Treuhänder des British Museum gewählt.
- Onslow County in North Carolina ist nach ihm benannt.

Er starb 1768 in seinem Haus in London und wurde in Thames Ditton bestattet. Später wurde sein Leichnam und der seiner Frau in die Merrow Church, Surrey, umgebettet.